# 原謙源商號宅第甕牆
23°34′00″N 120°18′13″E / 23.566803°N 120.303597°E
原謙源商號宅第甕牆，又稱北港甕牆，是位於臺灣雲林縣北港鎮中和里的甕牆，謙源商號的殘留建築，道光年間建，今列歷史建築。

## 歷史

### 牆體由來
道光年間，商人顏東義因為開設油行、糖廊、碾米廠而致富，在北港蕃簽市、暗街仔兩街交界興建宅邸。他所經營的謙源商號，把原先作為壓船艙的酒甕用來裝飾宅邸牆面。據李政隆古蹟研究室工作人員林永村表示，從牆基至牆頂是大壁磚，最上面一排則以甕子排列，興築法為「斗子砌」。
蕃簽市在當時是北港八大街之一，是以北港義民廟為起點，蜿蜒到暗街仔交會處，在清治時期為熱鬧的商業街。1904年斗六地震後，原先的顏宅毀去，僅剩此甕牆。戰後時期，雲林稅捐稽徵處買下宅地的產權，1964年建北港稅捐稽徵處宿舍（今北港工藝坊）。日後，此甕牆因在臺灣罕見，每年的媽祖進香期間會吸引許多香客前來。該地今址為共和街2號，屬中和里。

### 民間修復
1999年嘉義地震造成甕牆毀壞後，北港社團聯誼會長許勝義發起修復行動。10月29日，雲林稅捐處主秘何一凡、主任林瑞堂邀集北港社團理事長許勝義、合和會長吳俊彥及古蹟技師許哲彥等多人協商，決定以民間認養方式修復。修復工程，由北港社團聯誼會王昭人作執行人，由笨港合和會找來在北港修廟的許哲彥重修，計畫以新台幣16萬元修復。

甕牆重修碑記

2000年1月15日，當初地震搶救的稅捐處員工劉俊佑，將6個甕歸還，由北港社團聯誼會會長徐忠徹代表接受。7月5日，由合和會長吳俊彥、扶輪社長吳春塘等人舉行修復竣工與揭牌儀式。

### 列入文保
北港形象商圈配合2005年中華民國全國運動會市區街景綠美化，在此地設置了北港甕牆入口意象。2013年12月20日，北港稅務舊宿舍改作為北港工藝坊。
2016年8月22日，北港地方文史工作者吳登興、北港工藝坊負責人蔡享潤、雲林科技大學文資系學生邱彥翔向縣府申請，登錄北港甕牆為縣定古蹟。9月30日，文資委員賴志彰及賴宗吉實勘後，認為牆已經過多次修復，但並不影響其價值。
2017年6月1日，縣府文化處公告北港甕牆登錄歷史建築、北港鎮安宮登錄縣定古蹟。9月21日，北港工藝坊邀請謙源商號的後人、當初負責修復甕牆的許哲彥、地方耆老紀雅博、黃水水等人，舉辦了「眾志成牆」感恩茶會。